# Margaromma imperiosum
Margaromma imperiosum is een spinnensoort in de taxonomische indeling van de springspinnen (Salticidae).
Het dier behoort tot het geslacht Margaromma. De wetenschappelijke naam van de soort werd voor het eerst geldig gepubliceerd in 1915 door Szombathy.